# 一億総活躍国民会議

日本の人口の推移（1872年 - 2009年）と
将来予測（2010年以降）

日本における労働力人口と、その将来予想。青は実績データ。
オレンジは現状維持モデル。緑は男女の賃金差解消、赤は定年延長、紫は男女の賃金差と定年延長の両方を行った場合。

一億総活躍国民会議（いちおくそうかつやくこくみんかいぎ）は、日本の第3次安倍第1次改造内閣から設置された内閣総理大臣・安倍晋三の私的諮問機関。統括担当の国務大臣として国務大臣（誰もが活躍できる「一億総活躍」の社会を創り上げるための施策を総合的に推進するための企画立案及び行政各部の所管する事務の調整担当）、通称一億総活躍担当大臣（いちおくそうかつやくたんとうだいじん）が新設される。2015年（平成27年）10月から2016年（平成28年）6月まで計9回の会議が開催された。
この会議に基づき、2016年（平成28年）6月には一億総活躍社会（いちおくそうかつやくしゃかい）を実現するための「ニッポン一億総活躍プラン」が閣議決定された。少子高齢化対策により、合計特殊出生率が2005年の過去最低だった1.25から2013年に1.43、2016年に1.46へと上昇させたことで、出生数の減少は止まっていないが人口減や高齢化のスピードが合計特殊出生率1.25の場合の予想と比べ緩和してきている。それでも現行の1.46による人口予測では8808万人になるという2065年も『人口1億人』を「強い経済」や「子育て支援強化」などによって、早期の「出生率1.8の実現」で達成することなどを目的とする。

## 経緯
我が国の構造的な問題である少子高齢化に真正面から挑み、「希望を生み出す強い経済」、「夢を紡ぐ子育て支援」、「安心につながる社会保障」の「新三本の矢」の実現を目的とする「一億総活躍社会」に向けたプランの策定等に係る審議に資するため、一億総活躍国民会議（以下「国民会議」という。）を開催する。 
—平成27年10月21日  内閣総理大臣決裁
2015年（平成27年）9月25日、内閣総理大臣の安倍晋三は自民党総裁選で再選した際の記者会見で、2015年（平成27年）からの3年間を「アベノミクスの第2ステージ」と位置づけ、「一億総活躍社会」を目指すと発表した。同年10月の第3次安倍第1次改造内閣発足時には、「一億総活躍社会」を目指しアベノミクスの新しい「第三の矢」を実現するために一億総活躍担当の初代大臣に加藤勝信を指名し、その下に一億総活躍国民会議を設け、「ニッポン一億総活躍プラン」を推進していくと述べた。2015年（平成27年）10月から毎月計9回の一億総活躍国民会議が開催され、仙台、東京、福岡、大阪で「一億総活躍社会実現対話」が実施される。

## ビジョン

### ニッポン一億総活躍プラン
2016年（平成28年）6月2日にニッポン一億総活躍プランが閣議決定された
一億総活躍社会について、閣議決定では「女性も男性も、お年寄りも若者も、一度失敗を経験した方も、 障害や難病のある方も、家庭で、職場で、地域で、あらゆる場で、誰もが活躍できる、いわば全員参加型の社会」であるとしている。政府広報では「若者も、高齢者も、女性も、男性も、障害のある方も、いちど失敗を経験した方も、一人ひとりが家庭や地域や職場で自分の力を発揮し、生きがいをもてる社会」であり、「あらゆる場で誰もが活躍できる、全員参加型の社会」としている。

### 閣議決定の内容
閣議決定の内容は以下の通り。
1. 成長と分配の好循環メカニズムの提示
2. 一億総活躍社会の実現に向けた横断的課題である働き方改革の方向
  - 同一労働同一賃金の実現など非正規雇用の待遇改善
  - 長時間労働の是正
  - 高齢者の就労促進
3. 「希望出生率1.8」に向けた取組の方向
  - ひとり親家庭や多子世帯等への支援
  - 課題を抱えた子供たちへの学びの機会の提供 - 不登校へのフリースクール提供
  - 奨学金制度の拡充
  - 女性活躍 - 退職した女性への復職支援
4. 「介護離職ゼロ」に向けた取組の方向
5. 「戦後最大の名目GDP600兆円」に向けた取組の方向
6. 10年先の未来を見据えたロードマップ

- 希望出生率1.8の実現
- 介護離職ゼロの実現
- 名目GDP600兆円の実現

## 構成
内閣総理大臣・一億総活躍担当大臣を含む閣僚13人と有識者15人から構成される。メンバーに選ばれた、タレントで戸板女子短大客員教授の菊池桃子の発言も注目を集めたと報道された。

### 閣僚
- 内閣総理大臣：安倍晋三（議長）
- 一億総活躍担当大臣：松山政司（議長代理）
- 内閣官房長官：菅義偉
- 経済再生担当大臣、内閣府特命担当大臣（経済財政政策担当）：茂木敏充
- 内閣府特命担当大臣（地方創生担当）：梶山弘志
- 復興大臣：吉野正芳
- 総務大臣：野田聖子
- 財務大臣：麻生太郎
- 文部科学大臣：林芳正
- 厚生労働大臣：加藤勝信
- 農林水産大臣：齋藤健
- 経済産業大臣：世耕弘成
- 国土交通大臣：石井啓一

### 有識者
- 飯島勝矢（東京大学高齢社会総合研究機構准教授、医師）
- 大日方邦子（日本パラリンピアンズ協会副会長）
- 菊池桃子（元アイドル、女優、戸板女子短期大学客員教授）[11]
- 工藤啓（認定特定非営利活動法人育て上げネット理事長）
- 榊原定征（日本経済団体連合会会長）
- 白河桃子（相模女子大学客員教授、ジャーナリスト）
- 高橋進（日本総合研究所理事長）
- 対馬徳昭（社会福祉法人ノテ福祉会理事長）
- 土居丈朗（慶應義塾大学経済学部教授）
- 樋口美雄（慶應義塾大学商学部教授）
- 増田寛也（東京大学公共政策大学院客員教授）
- 松爲信雄（文京学院大学人間学部教授）
- 松本理寿輝（ナチュラルスマイルジャパン社長、「まちの保育園」代表）
- 三村明夫（日本商工会議所会頭）
- 宮本みち子 （放送大学副学長）

## 一億総活躍推進室
事務局である推進室は、内閣官房、内閣府、あるいは各省庁から、それぞれ来て、20人前後になることが想定されていた。

### 室長
| 氏名     | 在任期間                                              |
| -------- | ----------------------------------------------------- |
| 杉田和博 | 2015年（平成27年）10月15日 - 2021年（令和3年）10月4日 |
| 栗生俊一 | 2021年（令和3年）10月4日 - 2021年（令和3年）11月12日  |

### 室長代理
| 氏名     | 在任期間                                              |
| -------- | ----------------------------------------------------- |
| 古谷一之 | 2015年（平成27年）10月15日 - 2020年（令和2年）6月26日 |
| 藤井健志 | 2020年（令和2年）6月26日 - 2021年（令和3年）11月12日  |

## 成果
労働参加率は大幅に上昇した。

日本の15-64歳人口における労働参加率（男女別）。この期間、女性就労が大幅に上昇した

一方で合計特殊出生率は1.46まで上昇したものの、1.8は達成できなかった（日本の少子化）。

日本の合計特殊出生率

### 「ニッポン一億総活躍プラン」フォローアップ会合
2017年（平成29年）5月1日の「「ニッポン一億総活躍プラン」フォローアップ会合の開催について」（平成29年5月1日内閣総理大臣決裁）により、検討事項は「ニッポン一億総活躍プラン」フォローアップ会合に引き継がれた（同決裁により「一億総活躍国民会議の開催について」（平成27年10月21日内閣総理大臣決裁）は廃止）。
菅義偉内閣でもフォローアップ会合は引き継がれ、後記の国務大臣（一億総活躍担当）が議長代理を務めていた。

## 国務大臣（一億総活躍担当）
| 代 | 氏名 | 氏名 | 内閣 | 内閣 | 就任日 | 退任日 | 党派 | 備考 |
| 国務大臣（誰もが活躍できる「一億総活躍」の 社会を創り上げるための施策を総合的に推進するため 企画立案及び行政各部の所管する事務の調整担当） | 国務大臣（誰もが活躍できる「一億総活躍」の 社会を創り上げるための施策を総合的に推進するため 企画立案及び行政各部の所管する事務の調整担当） | 国務大臣（誰もが活躍できる「一億総活躍」の 社会を創り上げるための施策を総合的に推進するため 企画立案及び行政各部の所管する事務の調整担当） | 国務大臣（誰もが活躍できる「一億総活躍」の 社会を創り上げるための施策を総合的に推進するため 企画立案及び行政各部の所管する事務の調整担当） | 国務大臣（誰もが活躍できる「一億総活躍」の 社会を創り上げるための施策を総合的に推進するため 企画立案及び行政各部の所管する事務の調整担当） | 国務大臣（誰もが活躍できる「一億総活躍」の 社会を創り上げるための施策を総合的に推進するため 企画立案及び行政各部の所管する事務の調整担当） | 国務大臣（誰もが活躍できる「一億総活躍」の 社会を創り上げるための施策を総合的に推進するため 企画立案及び行政各部の所管する事務の調整担当） | 国務大臣（誰もが活躍できる「一億総活躍」の 社会を創り上げるための施策を総合的に推進するため 企画立案及び行政各部の所管する事務の調整担当） | 国務大臣（誰もが活躍できる「一億総活躍」の 社会を創り上げるための施策を総合的に推進するため 企画立案及び行政各部の所管する事務の調整担当） |
| --- | --- | --- | --- | --- | --- | --- | --- | --- |
| 1 | | 加藤勝信 | 第3次安倍内閣 | 第1次改造内閣 | 2015年10月7日 | 2016年8月3日 | 自由民主党 | 女性活躍担当、再チャレンジ担当、拉致問題担当、国土強靱化担当 内閣府特命担当大臣（少子化対策、男女共同参画）兼任                            |
| 1 | 第2次改造内閣 | 加藤勝信 | 第3次安倍内閣 | 2016年8月3日 | 2017年8月3日 | 働き方改革担当兼任 | 自由民主党 | |
| 2 | | 松山政司 | | 第3次改造内閣 | 2017年8月3日 | 2017年11月1日 | 自由民主党 | 情報通信技術（IT）政策担当 内閣府特命担当大臣（少子化対策、男女共同参画、クールジャパン戦略、知的財産戦略、科学技術政策、宇宙政策）兼任    |
| 3 | 第4次安倍内閣 | 第4次安倍内閣 | 2017年11月1日 | 2018年10月2日 | 再任 | | 自由民主党 | |
| 4 | | 宮腰光寛 | | 改造内閣 | 2018年10月2日 | 2019年9月11日 | 自由民主党 | 行政改革担当、国家公務員制度担当、領土問題担当 内閣府特命担当大臣（沖縄及び北方対策、消費者及び食品安全、少子化対策、海洋政策）兼任        |
| 5 | | 衛藤晟一 | 第2次改造内閣 | 2019年9月11日 | 2020年9月16日 | 自由民主党 | 領土問題担当 内閣府特命担当大臣（沖縄及び北方対策、消費者及び食品安全、少子化対策、海洋政策）兼任                                          | |
| 6 | | 坂本哲志 | 菅義偉内閣 | 菅義偉内閣 | 2020年9月16日 | 2021年10月4日 | 自由民主党 | まち・ひと・しごと創生担当、孤独・孤立対策担当 内閣府特命担当大臣（少子化対策、地方創生）兼任                                              |

## 年表
- 2015年（平成27年）
  - 09月25日 - 自民党総裁選で安倍晋三が再選し、アベノミクスの第2ステージとして一億総活躍社会を目指すと言及。
  - 10月07日 - 第3次安倍第1次改造内閣発足、加藤勝信が初代一億総活躍担当大臣に就任。
  - 10月15日 - 安倍総理による一億総活躍推進室看板掛け及び職員への訓示
  - 10月29日 - 第1回一億総活躍国民会議
  - 11月12日 - 第2回一億総活躍国民会議
  - 11月06日 - 一億総活躍社会に関する総理と20代若者との懇談会
  - 11月25日 - 一億総活躍社会に関する総理と介護を行っている方との懇談会
  - 11月26日 - 第3回一億総活躍国民会議
- 2016年（平成28年）
  - 01月29日 - 第4回一億総活躍国民会議
  - 02月27日 - 一億活躍社会実現対話（仙台）
  - 02月28日 - 一億活躍社会実現対話（東京）
  - 02月23日 - 第5回一億総活躍国民会議
  - 03月05日 - 一億活躍社会実現対話（福岡）
  - 03月08日 - 「ニッポン一億総活躍プラン」の策定に向けたパートタイムや契約社員で働く方との懇談会
  - 03月12日 - 一億活躍社会実現対話（大阪）
  - 03月25日 - 第6回一億総活躍国民会議
  - 04月26日 - 第7回一億総活躍国民会議
  - 05月18日 - 第8回一億総活躍国民会議
  - 06月02日 - 第9回一億総活躍国民会議「日本一億総活躍プラン」を策定、閣議決定。
- 2017年（平成29年）
  - 5月1日 - 検討事項を「ニッポン一億総活躍プラン」フォローアップ会合に引き継ぎ（「「ニッポン一億総活躍プラン」フォローアップ会合の開催について」（平成29年5月1日内閣総理大臣決裁）により「一億総活躍国民会議の開催について」（平成27年10月21日内閣総理大臣決裁）を廃止）[13]。
- 2021年（令和3年）
  - 10月4日 -岸田内閣発足（国務大臣（一億総活躍担当）廃止）
  - 11月12日 -  内閣官房一億総活躍推進室を廃止[14]。